# Vučkovský gejzír

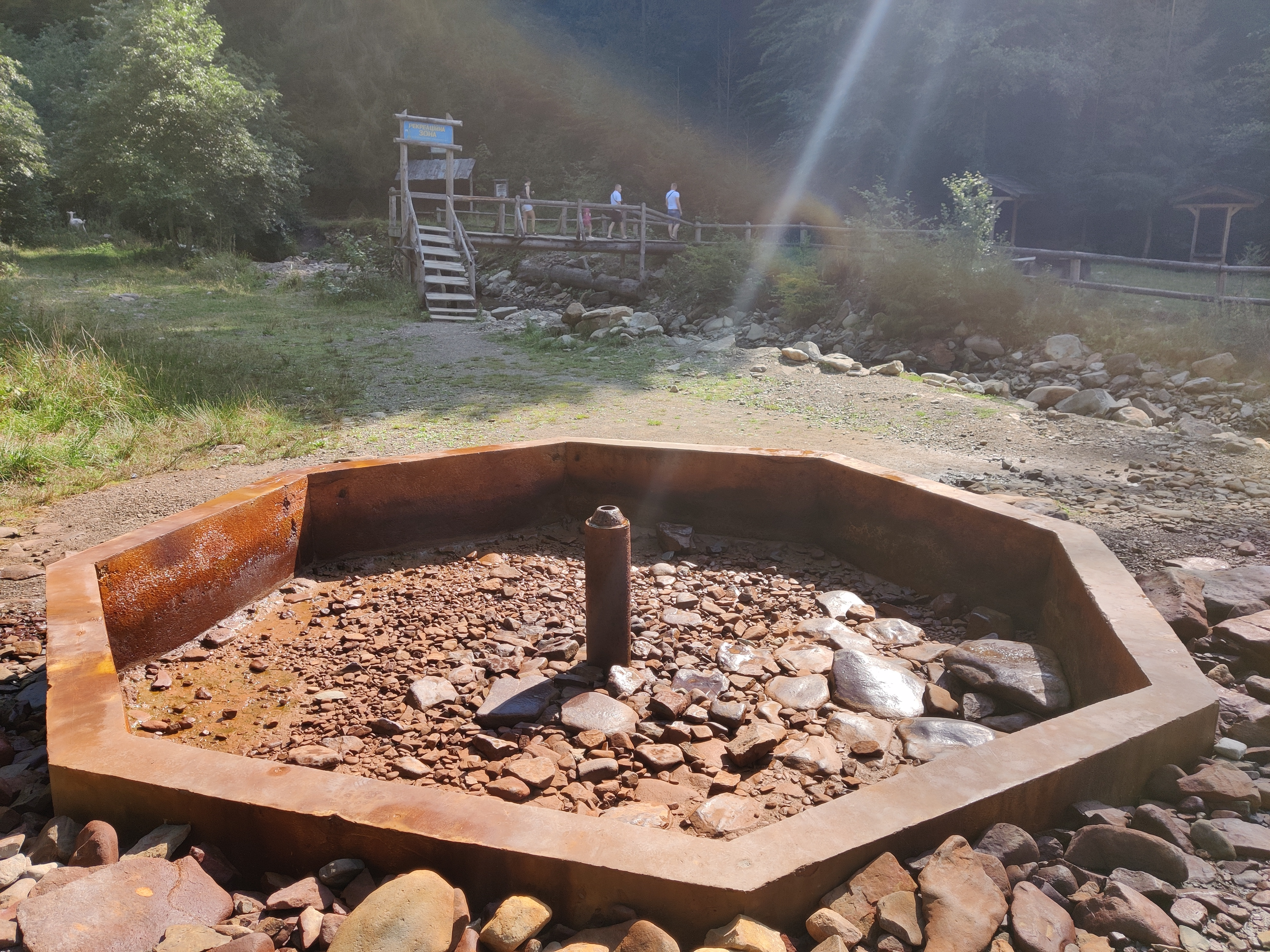
Vučkovský gejzír ve fázi klidu.

Vučkovský gejzír (také gejzír Vučkove) je studený gejzír nacházející se v Ukrajinských Karpatech u obce Vučkove nedaleko městyse Mižhirja v chustském okrese. Jeho erupce trvají kolem 10 minut. Perioda mezi nimi se silně odvíjí od počasí a pohybuje se mezi 5 hodinami a 10 minutami. Vyvrhovaná voda dosahuje při erupci výšky až 5 metrů.
Voda v gejzíru je železitá, což lze rychle rozpoznat díky červeným nánosům v bezprostředním okolí. Kvůli nedalekým podzemním ložiskům soli je voda slaná. Dříve byla voda teplá a měla velmi vysokou salinitu. Dnes je voda pravděpodobně kvůli technickým zásahům spojeným s vybudováním místního sanatoria studená a zhruba třikrát méně slaná než dříve. U gejzíru navíc byla do jisté míry narušena jeho periodicita (nyní je mnohem více závislá na počasí a ročním období). Gejzír je stále plně poháněn přirozenými pochody a objem vody, který gejzír produkuje zůstává značný. Jedná o unikát svého druhu. Podle místních obyvatel má voda z gejzíru léčivé účinky a je dobrá při nejrůznějších onemocněních trávicího traktu.